# Nenásilná komunikace

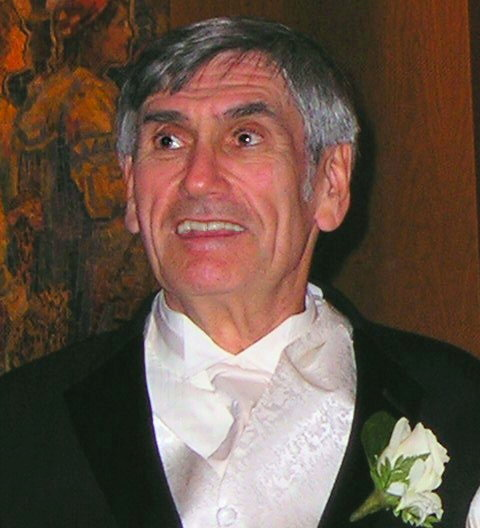
Marshall Rosenberg (2005)

Nenásilná komunikace (anglicky Non-violent communication, zkráceně NVC, nazývaná také soucitná komunikace nebo společná komunikace) je principem nenásilného života, který vytvářel Marshall Rosenberg od 60. let 20. století.
V procesu nenásilné komunikace člověk identifikuje své potřeby, potřeby druhých a pocity, které jsou s těmito potřebami spojené. Pokud se podaří tyto potřeby vyjádřit, může mezi těmito jedinci zavládnout harmonie.
NVC je založena na předpokladu, že všichni lidé jsou schopni soucitu a empatie a že k násilí nebo chování, které je pro druhé škodlivé, se uchylují pouze tehdy, pokud nejsou schopni najít efektivnější strategie naplnění svých potřeb.
Teorie NVC předpokládá, že veškeré lidské chování je výsledkem pokusů o naplnění všeobecných lidských potřeb a že tyto potřeby spolu nikdy nekolidují. Ke konfliktu dochází v případě, kdy jsou ve vzájemném rozporu strategie pro naplnění těchto potřeb. NVC navrhuje, že by lidé měli identifikovat sdílené potřeby, které se projevují ve formě myšlenek a pocitů s těmito potřebami souvisejícími, a poté by měli společně vytvořit strategie a vzájemné požadavky na to, jak své vzájemné potřeby naplnit. Cílem je dosažení mezilidské harmonie a učení za účelem budoucí spolupráce.
NVC si klade za cíl podporovat změny na třech vzájemně propojených úrovních: ve svém vlastním nitru, mezi druhými a mezi skupinami a společenskými systémy. NVC je vyučována jako proces mezilidské komunikace, jehož cílem je zlepšení empatického propojení s druhými. Lidé, kteří se jejími principy řídí, také zdůrazňují, že může mít celou řadu přínosných „vedlejších účinků“ jakožto duchovní praktika, jako sada hodnot, jakožto sestava doporučených postupů v rodičovství, jakožto nástroj společenských změn, jako nástroj pro vyjednávání, coby vzdělávací směr a také jakožto světonázor.

## Uplatnění
NVC byla uplatněna v organizačním a obchodním prostředí, v rodičovství, ve vzdělávání, při meditacích, ve psychoterapii, ve zdravotnictví, při řešení nesprávných stravovacích návyků, v právnictví, a inspirovala se jí také dětská kniha. Uplatnění ale našla i v řadě jiných oborů a situací.
Rosenberg postupy, které v nenásilné komunikaci aplikoval, uplatnil také v rámci mírových programů v konfliktních oblastech včetně těch ve Rwandě, Burundi, Nigérii, Malajsii, Indonésii, na Srí Lance, v Kolumbii, Srbsku, Chorvatsku, Irsku a na Středním východě včetně sporného území západního břehu Jordánu.

## Historie a vývoj

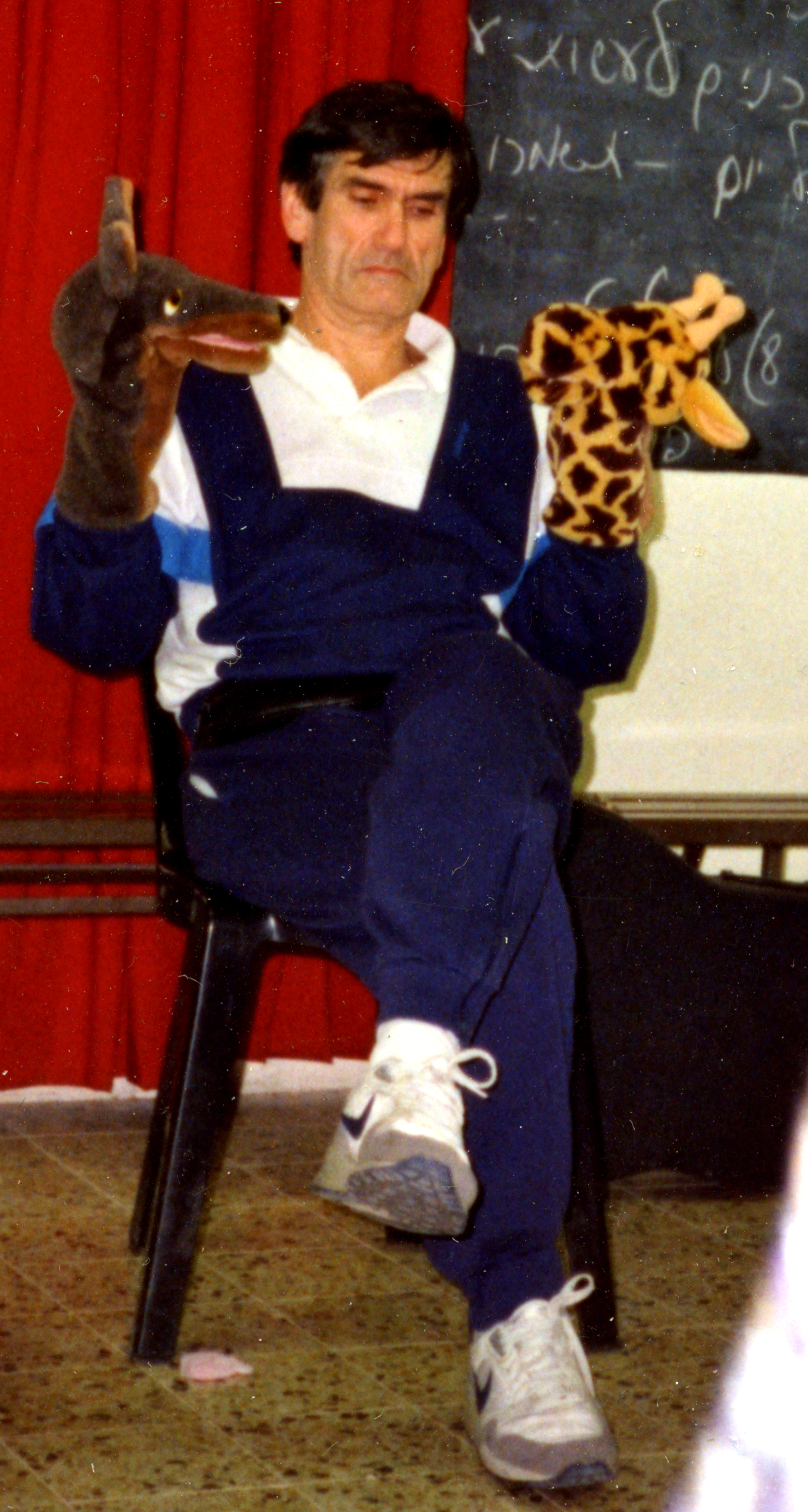
Marshall Rosenberg během přednášky o nenásilné komunikaci (1990)

Podle informací v Rosenbergově životopisu na stránkách Centra pro nenásilnou komunikaci (Center for Nonviolent Communication, CNVC), byla škola nenásilné komunikace výsledkem jeho hledání způsobu, jak rychle sdílet dovednosti pro řešení konfliktů mírovou cestou. CNVC uvádí, že NVC vznikla na základě jeho úsilí, které vyvíjel ve spolupráci s aktivisty za občanská práva na počátku 60. let 20. století, a že v tomto období také fungoval jako vyjednavač mezi protestujícími studenty a vedením vysokých škol, a usiloval o poklidné odstranění rasové segregace v oblastech, kde byla dlouhodobým problémem.
Magisterská práce Marion Littleové (2008) uvádí, že byly základy modelu NVC vytvořeny koncem 60. let 20. století, kdy se Rosenberg věnoval rasové integraci ve školách a organizacích na jihu Spojených států amerických. Nejranější verze tohoto modelu (pozorování, pocity a na činy zaměřené potřeby) byla součástí školicí příručky, kterou Rosenberg vytvořil v roce 1972. Do své současné podoby (pozorování, pocity, potřeby a požadavky) se model vyvinul průběžně do roku 1992. Model byl i nadále ovlivňován dialogem mezi Rosenbergem, jeho kolegy a školiteli, kteří se NVC věnovali, a koncem prvního desetiletí 21. století model kladl větší důraz na „empatii k sobě“ jakožto klíčového prvku své efektivity. Další změnou, který proběhla v roce 2000, bylo to, že byl model označován jako „proces“. Pozornost se proto nezaměřuje až tak na samotné „kroky“, ale spíše na to, jaké jsou záměry daného člověka, zatímco hovoří („Je záměrem přimět druhé k tomu, aby udělali to, co po nich někdo chce, nebo rozvíjení smysluplnějších vztahů a vzájemné spokojenosti?“), když naslouchá („Je záměrem připravit se na to, co chcete říct, nebo si navzájem věnovat upřímnou a srdečnou pozornost?“), a na kvalitu vztahů s druhými.
Podle práce, kterou Littleová vypracovala, byla pro zrod NVC klíčová Rosenbergova spolupráce s Carlem Rogersem na výzkumu týkajícím se nezbytných a dostatečných podmínek terapeutického vztahu. Rogers klad důraz na: 1) učení zkušenostmi, 2) „upřímný přístup k vlastním emocím“, 3) uspokojení z toho, když druhým nasloucháte „způsobem, který jim vyhovuje“, 4) obohacující a povzbuzující zážitky vycházející z „tvůrčího, aktivního, citlivého, přesného, empatického naslouchání“, 5) „zásadní význam souladu s vlastními niterními prožitky, uvědomováním si svých prožitků a vlastní komunikace“, a v důsledku také 6) motivující zážitek bezpodmínečného přijímání lásky nebo vděku druhých a šíření téhož.
Littleová prohlašuje, že Rosenberga ovlivnili Erich Fromm, George Albee a George Miller a přiměli ho k tomu, aby se ve své práci zaměřil více na komunitu a odvrátil svou pozornost od klinické psychologické praxe. Rosenberga k tomuto posunu inspirovaly tyto základní myšlenky: (1) mentální zdraví jednotlivce závisí na sociální struktuře komunity (Fromm), (2) terapeuti nejsou sami o sobě schopni uspokojit psychologické potřeby komunity (Albee), a (3) naše poznatky o lidském chování se budou prohlubovat, pokud budou psychologové komunitě volně k dispozici (Miller).
Podle Littleová naznačuje Rosenbergova raná spolupráce s dětmi s poruchami učení naznačuje jeho zájem o psycholingvistiku a sílu jazyka, stejně jako i jeho důraz na spolupráci. Během svého původního vývoje model NVC změnil strukturu vztahu mezi žákem a učitelem a učinil studenty samotné zodpovědnější za své vlastní vzdělávání a rozhodování s ním související. Postupem času se tento model rozvíjel a obsáhl také vztahy související se vztahy institucionální pravomoci (např. policie a občan, vedoucí a podřízený) a vztahy neformálními (např. muž a žena, bohatý a chudý, dospělý a dítě, rodič a dítě). Obecným hlavním cílem je vytvořit sociální vztahy na základě ozdravného paradigmatu „partnerství“ a vzájemného respektu namísto a odvetného paradigmatu založeného na „dominanci“.
Littleová také poznamenává, že Rosenberg jako inspiraci pro svůj model NVC uvedl Mahátmu Gándhího a že jeho cílem bylo vytvořit praktický postup interakce, založený na filozofii Ahinsá, kterou Littleová vysvětluje jako „překypující láska, která se zrodí, když srdce opustí veškerá zášť, hněv a nenávist.“
Na rozdíl od Gándhího Rosenberg podporuje myšlenku obrany prostřednictvím síly v případě, kdy se může fyzický konflikt ukázat jako nevyhnutelný. Pokud tato síla není represivní, je její uplatnění výhradně v zájmu ochrany životů přijatelné, aniž by došlo k odsuzování dotyčné osoby nebo jejího chování.
Aby Rosenberg demonstroval rozdíly mezi různými styly komunikace, začal využívat příklad dvou různých zvířat. Násilnou komunikaci zastupoval dravý šakal jakožto symbol agresivity a zejména dominance. Na druhou stranu jeho strategii nenásilné komunikace představovala býložravá žirafa. Žirafa byla jako symbol NVC zvolena proto, že by svým dlouhým krkem měla symbolizovat mluvčího s jasným cílem, který si uvědomuje reakce svých kolegů, a také proto, že žirafa má velké srdce, což symbolizuje soucitnou složku NVC. Během svých kurzů tato zvířata obvykle využíval k tomu, aby účastníkům zdůraznil rozdíly mezi oběma způsoby komunikace.

## Přehled

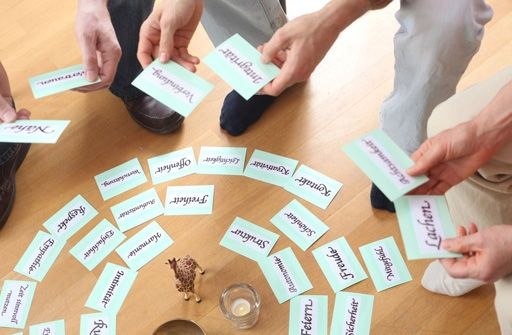
Účastníci školicího kurzu s kartičkami se základními lidskými potřebami.

Nenásilná komunikace definuje, že většina konfliktů mezi jednotlivci nebo skupinami vzniká na základě jejich vzájemných nedorozumění souvisejících s lidskými potřebami následkem nátlakové nebo manipulativní komunikace, která se snaží vyvolávat obavy, pocity viny, studu a podobně. Tyto „násilné“ styly komunikace, pokud jsou použity během konfliktu, odvracejí pozornost účastníků od možnosti vyjasnit si své potřeby, pocity, vjemy a požadavky, čímž zabraňují vyřešení konfliktu.[zdroj?]
Marshall Rosenberg, tvůrce nenásilné komunikace, publikoval celou řadu školicích materiálů, které si kladou za cíl pomoci se zavedením zásadních sociálních změn. Zabýval se přeměnou „gangů a dominačních struktur“ prostřednictvím metody, které říkal „požadovat, požadovat, požadovat“. Navrhoval sociálním aktivistům, aby se zaměřili na získání přístupu k mocným a „požadovali, požadovali, požadovali“ změny, které zlepší životy všem, včetně těch mocných. Psal o nutnosti obranného uplatnění síly a jejím odlišení od uplatnění represivního.

### Předpoklady nenásilné komunikace
Dva ze školitelů NVC charakterizují předpoklady, na kterých NVC stojí, takto:
1. Všichni lidé sdílejí stejné potřeby
2. Náš svět nám poskytuje dostatek zdrojů k naplnění základních potřeb nás všech
3. Všechny činy představují pokusy o naplnění potřeb
4. Pocity identifkují naplnění nebo nenaplnění potřeb
5. Všichni lidé jsou schopni soucitu
6. Lidem činí radost, pokud mohou druhým dávat
7. Lidé své potřeby naplňují prostřednictvím na sobě vzájemně závislých vztahů
8. Lidé se mění
9. Volba je interní
10. Nejpřímější cestu k míru představuje uvědomování si sebe samého

### Cíle nenásilné komunikace
Oba školitelé také prohlašují, že uplatňovat NVC znamená mít následující cíle:
- Život s otevřeným srdcem

1. Soucit se sebou
2. Vyjadřování se od srdce
3. Přijímání s vděkem
4. Prioritizace vztahů
5. Posun od „správně“ a „špatně“ k používání hodnocení na základě potřeb

- Volba, odpovědnost, mír

1. Přebírání odpovědnosti za naše pocity
2. Přebírání odpovědnosti za naše činy
3. Spokojený život s nenaplněnými potřebami
4. Zvýšení schopnosti potřeby naplňovat
5. Zvýšení schopnosti vyrovnat se s okamžitou situací

- Sdílení moci (partnerství)

1. Rovnocenné pečování o potřeby každého jednotlivce
2. Minimální uplatňování síly, a to jen k ochraně, nikoliv jako ponaučení, trest nebo pro dosažení toho, co chceme bez souhlasu druhých

### Jaký typ komunikace brání empatii
Rosenberg míní, že určité způsoby komunikace mají sklony odrazovat lidi od vnímání empatie::s.ch.2
- Moralistické posuzování naznačuje špatné nebo zlé úmysly ze strany těch, kteří nejednají v souladu s našimi hodnotami. Obviňování, urážky, výčitky, škatulkování, kritika, porovnávání a provádění diagnóz, to vše je považováno za formu posuzování. (Nezaměňujme moralistické posuzování s posuzováním hodnot, kterých si ceníme.) Uplatňování moralistického posuzování je charakteristické neosobním způsobem sebevyjadřování, který od dané osoby nevyžaduje, aby odhalila, co se v jejím nitru odehrává. Výsledkem takového způsobu komunikace je podle něj to, že se „naše pozornost zaměřuje na klasifikaci, analýzu a určování úrovní míry nevhodnosti namísto na to, co my i druzí potřebujeme a čeho se nám nedostává.“
- Požadavky, které nepřímo nebo výslovně kladou na naslouchajícího vinu nebo mu hrozí trestem, pokud jim nevyhoví.
- Odmítnutí odpovědnosti následkem použití komunikačních prostředků, které zastírají vnímání osobní odpovědnosti. Rosenberg tvrdí, že za své skutky odmítáme odpovědnost tehdy, pokud jejich důvody přisuzujeme: nekonkrétně definovaným motivům („musel jsem to udělat“); našemu stavu, diagnóze, soukromým důvodům nebo psychologické historii; činům druhých; diktátu moci; skupinovému nátlaku; institucionálním nařízením, pravidlům a zákonům; genderovým, společenským nebo věkovým rolím; nebo neovladatelným pudům.
- Vzájemné srovnávání lidí.
- Koncepce zásluh, tedy názoru, že jisté činy si zaslouží odměnit, zatímco jiné zasluhují potrestat.

### Čtyři složky nenásilné komunikace

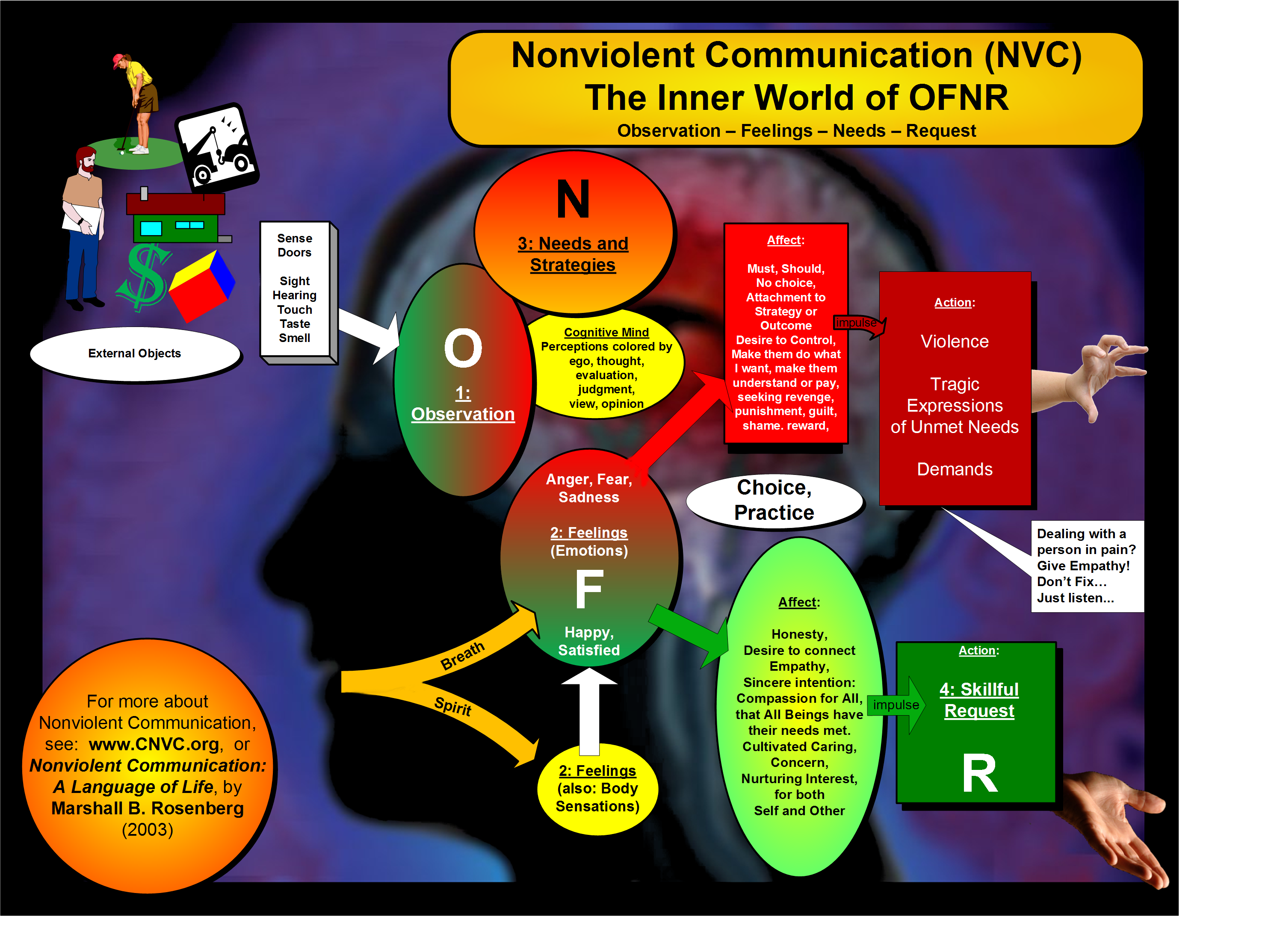
Jak jsou propojená pozorování, pocity, potřeby a prosby v systému NVC

Rosenberg vybízí zastánce NVC k tomu, aby svou pozornost zaměřili na čtyři složky:

#### Pozorování
Skutečnosti (to, co vidíme, slyšíme nebo čeho se dotýkáme) oproštěné od našeho hodnocení jejich smyslu a významu. NVC odrazuje od uplatňování statických generalizací. Stanovuje, že „pokud kombinujeme pozorování s hodnocením, mají druzí sklony vnímat v nich kritiku a bránit se tomu, co se snažíme sdělovat.“ Namísto toho je doporučováno soustředit se na pozorování v určitém čase a kontextu.:s.ch.3

#### Pocity
Emoce nebo vjemy, oproštěné od myšlenek a příběhu. Ty je třeba odlišit od myšlenek (např. „Nepřijde mi, že to byla výhodná nabídka“) a od slov, která jsou běžně používána jako pocity, ale která sdělují to, jací si myslíme, že jsme (např. „neschopní“), jak se domníváme, že nás druzí hodnotí (např. „nepodstatní“) nebo to, co si myslíme, že nám druzí dělají (např. „nepochopení“, „ignorovaní“). Pocity by měly odrážet to, zda jsou naše potřeby naplněné nebo nenaplněné. Identifikace pocitů by nám měla umožnit snazší navázání vzájemných vztahů a „tím, že přijmeme možnost cítit se zranitelní vyjádřením svých pocitů, můžeme pomoci řešení konfliktů“.:s.ch.4

#### Potřeby
Obecné lidské potřeby, nikoliv konkrétní strategie jejich naplňování. NVC stipuluje, že „vše, co děláme, slouží našim potřebám“.

#### Prosby
Prosby o určité konání, oproštěné od dožadování. Prosby se liší od dožadování tím, že je ten, kdo je vyjadřuje, otevřený možnosti odmítnutí, aniž by to v něm vyvolalo potřebu pokusit se danou věc vynucovat. Pokud někdo vznese prosbu a je odmítnut, doporučuje NVC, aby se nevzdával, ale aby se vcítil do důvodů, které druhé osobě brání jeho prosbě vyhovět, a teprve poté se rozhodl, jak bude v rozhovoru pokračovat. Je doporučeno, aby k předkládání prosby byla používána jasná a pozitivní komunikace, zaměřená na konkrétní činy a čas.:s.ch.6

### Režimy uplatňování
Existují tři hlavní režimy uplatňování NVC:
- Empatie k sobě znamená soucitné spojení s tím, co se odehrává v našem nitru. To může například znamenat uvědomovat si vlastní myšlenky a posuzování, aniž bychom se za ně obviňovali, uvědomování si našich pocitů, a především spojení s potřebami, které nás ovlivňují.[33]:s.ch.4
- Empatické přijímání v kontextu NVC znamená „spojení s živoucími prvky druhé osoby a tím, co by jim zajistilo krásný život... Nejedná se o čistě myšlenkové pochopení, při kterém pouze chápeme, co druhá osoba sděluje... Empatické spojení znamená porozumět srdci dané osoby, kdy si uvědomujeme její krásu, nadpozemskou energii v ní, život, který v jejím nitru probíhá... Neznamená to, že musíme vnímat stejné pocity jako daná osoba. To je sympatie, tedy stav, kdy jsme smutní, že je někdo jiný nešťastný. Neznamená to, že vnímáme stejné pocity jako daná osoba. Znamená to, že si uvědomujeme její přítomnost... Pokud se jinou osobu snažíme pochopit myšlenkově, neuvědomujeme si její přítomnost.“[33]:s.ch.5 Empatie znamená „vyprázdnění mysli a naslouchání celou naší bytostí“. NVC doporučuje, abychom se bez ohledu na to, jak se daná osoba vyjadřuje, soustředili na naslouchání pozorováním, pocitům, potřebám a prosbám, které toto vyjádření motivují. Uvádí, že může být užitečné zamyslet se nad parafrází toho, co daná osoba prohlásila, a to za účelem zdůraznění prvků NVC v jejím sdělení, jako například pocitů a potřeb, o kterých se domníváte, že se je možná snaží vyjádřit.[32]:s.ch.7
- Upřímné vyjadřování v kontextu NVC s velkou pravděpodobností zahrnuje sdělení pozorování, pocitu, potřeby nebo prosby. Pozorování může být vypuštěno, pokud je kontext konverzace jednoznačný. Pocit může být vypuštěn, pokud již existuje dostatečné spojení, nebo pokud se jedná o kontext, v rámci kterého není pravděpodobné, že by určení pocitu přispělo k navázání spojení. Udává, že určení potřeby ve spojení s pocitem snižuje pravděpodobnost, že si budou druzí myslet, že se je snažíte činit odpovědnými za své vlastní pocity. Podobně udává, že předložení prosby ve spojení s určením potřeby snižuje pravděpodobnost, že si druzí nepřímo vyvodí, že se po nich naplnění své potřeby dožadujete. Dle NVC jsou tyto jednotlivé složky ve vzájemné součinnosti. Podle školitele NVC Boba Wentwortha „pozorování stanovuje kontext, pocity podporují vytvoření spojení a oproštění se od našich myšlenek, potřeby podporují spojení a identifikují to podstatné, a prosba vyjasňuje, jaká reakce by vám byla příjemná. Pokud tyto složky uplatníme společně, minimalizujeme možnost, že se lidé ztratí ve spekulacích o tom, co a proč po nich vlastně chcete, které mají potenciál vzájemné spojení narušovat.“[34]

## Výzkum
V roce 2008 se objevila tvrzení, že NVC výrazně postrádá podporu „dlouhodobého analytického výzkumu“. V akademických kruzích se o NVC příliš nediskutovalo a o většina důkazů o efektivitě NVC se tvrdilo, že jsou pouze nepodložené nebo jsou podpořeny pouze teoreticky. Od té doby se počet publikací, zabývajících se výzkumem souvisejícím s NVC, více než zdvojnásobil.
Carme Juncadellová vypracovala v roce 2013 systematické posouzení veškerého dosavadního výzkumu, souvisejícího s dopadem NVC na rozvoj empatie. Nalezla celkem 13 studií, které vyhověly její kritéria pro zařazení do tohoto posouzení (tři byly publikovány v odborných časopisech s recenzním řízením, deset z nich tvořily nepublikované práce nebo zprávy). Jedenáct z nich naznačovalo nárůst empatie po aplikaci NVC (pět z nich přitom uvádělo důkazy o statisticky významné změně), dvě z nich nikoliv. Juncadellová upozorňuje na několik slabin svého posudku. Žádné ze studií, které zahrnula, nebyly randomizované, a jen tři z nich používaly validované nástroje. V důsledku toho se rozhodla pro svůj posudek použít formát narativní syntézy, který „není přesný“, ale umožňuje vypracovat shrnutí studií různého druhu, rozsahu, výsledků a cílů. Míní, že hlavní slabinou jejího posudku je skutečnost, že existuje celá řada relevantních studií, které nebylo možno zahrnout, protože nejsou dostupné. Domnívá se, že by mohly mít na výsledky jejího posudku zásadní vliv. Zmiňuje také následující problém: „Musím zmínit nevyhnutelné subjektivní zaujetí, které ovlivňuje celý posudek. Navzdory snaze vynaložené k dosažení ‚disciplinované subjektivity‘...vykazují mé úsudky jistou míru nejistoty a nepřesnosti, která vyplynula z konfliktu mezi nízkou úrovní důkazů, které studie obsahují, a mými vlastními názory na model NVC.“ Jejím výsledným závěrem o aktuálním výzkumu efektivity NVC na rozvoj empatie je, že existují slibné výsledky, ale „bylo by je třeba potvrdit dalšími, lépe navrženými studiemi s vhodnějšími měřítky.“ Poznamenává, že zásadním nedostatkem stávajícího výzkumu je „nesoulad mezi konstrukty modelu a mezi ověřenými měřítky empatie“, a navrhuje, že je za účely adekvátního otestování NVC třeba vyvinout lepší nástroje.
V roce 2017 bylo známo celkem patnáct magisterských prací a doktorských dizertací, které model otestovaly na skupinách 108 a méně osob, a obecně dospěly k závěru, že je model efektivní.
Allan Rohlfs, který se s Rosenbergem poprvé setkal v roce 1972 a byl zakladatelem Centra nenásilné komunikace, v roce 2011 vysvětlil nedostatek akademické literatury následovně:
Prakticky všechny programy pro řešení konfliktů jsou vystavěné na akademických základech a proto jsou u nich k dispozici studie absolventů, které hodnotí jejich efektivitu. Nenásilná komunikace je pozoruhodná svým původem. Marshall Rosenberg, Ph.D. (klinická psychologie, Wisconsinská univerzita v Madisonu) pracoval na plný úvazek v soukromé praxi, kde se věnoval klinické psychologii a konzultacím, nikdy nepracoval na akademické pozici. NVC, jeho dílo, je organizace složená z prostých lidí a až do nedávné doby nedisponovala žádnými finančními fondy ani granty a byla stoprocentně financována prostřednictvím školení, která byla poskytována prostřednictvím veřejných workshopů po celém světě. ... Teprve nyní se zvolna začínají objevovat empirická data, jak se nezávislým výzkumníkům postupně daří získávat finanční podporu, díky které mají možnost provádět a publikovat empirické studie s recenzním řízením.
Magisterská práce Richarda Bowerse (2012), kterou Bowers a Moffett aktualizovali do knižní formy (2012) uvádí názor, že důvodem absence NVC v akademických programech je nedostatek výzkumu teoretických základů celého modelu a také nedostatek výzkumu spolehlivosti pozitivních výsledků. Bowersova práce první problém řeší analýzou stávajících teorií, které poskytují dostatečnou oporu každému z prvků modelu NVC (vyjednávání). Bez těchto teoretických základů by nebylo zřejmé, které aspekty modelu NVC jsou odpovědné za to, že model funguje, nebo zda ho vůbec může efektivně aplikovat někdo jiný než sám Marshall Rosenberg. Tato teoretická analýza může poskytnout základy pro další empirický výzkum efektivity a spolehlivost tohoto modelu.
Connor a Wentworth zkoumali dopad šestiměsíčního školení NVC a koučování celkem 23 vedoucích pracovníků ve společnosti na žebříčku Fortune 100. Jejich výzkum uváděl celou řadu přínosů, včetně toho, že „zejména rozhovory a schůzky probíhaly efektivněji a vyřešení daných problémů zabralo o 50–80 procent méně času“.
Uvádí se také, že NVC sehrála roli při vytváření balíčku opatření, která vyvolala zásadní změny v oblasti forenzní psychiatrické péče, kde je standardem vysoká úroveň násilného chování. NVC byla společně s dalšími opatřeními uplatněna ve snaze tuto úroveň snížit. Uvádí se, že tato opatření snížila klíčové indikátory násilného chování v průběhu tříletého období v zařízení se středním stupněm zabezpečení o 90 procent a v zařízení s nejvyšším stupněm zabezpečení za jediný rok o zhruba 50 procent.
Studie z roku 2014 zkoumala účinky školení, které v sobě kombinovalo NVC a sati (mindfulness) na celkem 885 vězních ve věznici Monroe Correctional Complex v Monroe, Washington. Školení snížilo úroveň recidivy ze 37 % na 21 % a podle odhadů díky němu stát ušetřil na vězeňství zhruba 5 milionů dolarů ročně. Bylo zjištěno, že školení zvýšilo duševního rovnováhu vězňů a současně snížilo míru jejich agresivity. Vězni díky němu také převzali odpovědnost za vlastní pocity, naučili se projevovat empatii a vyjadřovat své prosby bez toho, aby se daných věcí výslovně dožadovali.
NVC se podle informací ukázalo efektivním také při snižování úrovně domácího násilí. Muži, kteří úspěšně dokončili školení na základě NVC, pořádané v rámci prevenčního programu pro aktéry domácího násilí v Kalifornii, podle odpovídajících úřadů státních zástupců vykázali v průběhu pěti lety nulové procento recidivity. Mediální zpravodajství tento výsledek porovnávalo se 40% úrovní recidivity v průběhu pěti let, kterou Projekt prevence domácího násilí vykázal u svých absolventů programu pro aktéry domácího násilí založeného na duluthském modelu, který podle předchozích zkušeností zajišťoval největší dosažitelnou míru snížení recidivity případů domácího násilí.
Bowers a Moffett nabízejí pozornou studii důležité role empatie a lidských potřeb ve vyjednávání vypracováním teoretického modelu, který by efektivitu NVC v oblasti vyjednávání vysvětloval. Autoři předkládají teorie týkající se lidských potřeb a základy pro definování společných základů takových potřeb. Rozebírají teorie, které vysvětlují význam porozumění lidským potřebám v kontextu řešení konfliktů. Jasně odlišují základní lidské potřeby od zájmů (strategií) a upozorňují na to, že zaměření na potřeby představuje zcela nový přístup k řešení konfliktů. Kromě toho předkládají Bowers s Moffettem teorie o empatii, vycházející z novátorského díla Carla Rogerses, Heinze Kohuta a dalších. Empatie je tu oddělována od sympatie a aktivního naslouchání, přičemž je upozorňováno na skutečnost, že termín „empatie“ bývá v literatuře často užíván chybně, protože je volně zaměňován s oběma zmíněnými termíny. Zkoumají také teorie etap, související s rozvojem empatie, a také konstruktivně vývojové teorie, které s empatií souvisejí.
Některé aktuální výzkumné aktivity naznačují potvrzení existence obecných lidských potřeb.

## Vztah ke spiritualitě
Jak poznamenává Theresa Latiniová, „Rosenberg NVC považuje za principiálně spirituální metodu“. Marshall Rosenberg popisuje vliv svého spirituálního života na vznik a uplatnění NVC:
Myslím, že je důležité, aby si lidé uvědomovali, že podstatou nenásilné komunikace je spiritualita, a aby, zatímco se principy tohoto procesu učí, měli tuto skutečnost na paměti. Skutečně se jedná o spirituální praktiku, kterou se snažím prosazovat jako životní styl. Ačkoliv to nezmiňujeme, dochází k tomu, že lidé této praktice nedokážou odolat. I v případech, kdy ji praktikují z čistě mechanického hlediska, začínají ve svém nitru a ve vztahu ke druhým prožívat věci, které nebyli dříve schopni prožít. Postupem času proto objevují spirituální stránku celého procesu. Začínají vnímat, že představuje cosi více než pouhý komunikační proces, a uvědomují si, že se ve skutečnosti jedná o snahu projevovat určitou formu spirituality.
Rosenberg dále uvádí, že NVC vytvořil jako způsob, jak „si začít uvědomovat“ to, čemu on sám říká „láskyplná nadpozemská energie“.
Někteří křesťané zjistili, že NVC vhodně doplňuje jejich křesťanskou víru. Celá řada lidí shledává nenásilnou komunikaci jako velmi vhodný doplněk k buddhismu, a to jak po teoretické stránce, tak i při reálném uplatňování buddhistických idejí v praxi.

## Vztah k dalším modelům
Marion Littleová zkoumá teoretické rámce, které se k NVC vztahují. Zdá se, že velmi významný model založený na zájmech, určený k řešení konfliktů a vyjednávání, který vytvořili Roger Fisher, William Ury a Patton v rámci Harvardského projektu pro vyjednávání a Programu pro vyjednávání v 80. letech sdílí s NVC jisté koncepční prvky, ačkoliv na sebe tyto modely navzájem nijak přímo neodkazují.:s.31–35 Littleová se domnívá, že předchůdcem jak NVC, tak modelu založeného na zájmech, by mohl být Gordonův model pro efektivní vztahy (1970), a to na základě podobností jejich koncepce, i když neexistují přímé důkazy o jejich spojení.:s.35–41 Podobně jako Rosenberg Gordon spolupracoval s Carlem Rogersem, takže mohou podobnosti obou modelů odrážet společné vlivy.:s.35
Suzanne Jonesová vnímá nezanedbatelný rozdíl mezi aktivním nasloucháním, které zavedl Gordon, a empatickým nasloucháním doporučovaným Rosenbergem, protože aktivní naslouchání zahrnuje konkrétní krok, během kterého se zamýšlíme nad tím, co mluvčí prohlásil, abychom mu dali najevo, že ho stále posloucháme, zatímco empatické naslouchání představuje průběžný proces naslouchání srdcem i duší a úplné vnímání zkušeností druhé osoby s cílem porozumět a vcítit se do jejích potřeb, do významu této zkušenosti pro danou osobu.
Gert Danielsen a Havva Köková oba upozorňují na styčné prvky mezi cíli NVC a cíli teorie lidských potřeb (HNT), akademického modelu pro porozumění zdrojům konfliktů a vytvoření procesů řešení těchto konfliktů, založeného na myšlence, že „k násilí dochází tehdy, pokud někteří jednotlivci nebo skupiny nevidí jiný způsob naplnění svých potřeb, nebo pokud jejich potřeby vyžadují porozumění, respekt a zvážení určitých skutečností.“
Chapman Flack vnímá společné prvky mezi Rosenbergovým učením a kritickým myšlením, zejména pak v případě přístupu Bertranda Russella, který v sobě spojuje vlídnost a nezaujaté myšlení.
Martha Lasleyová vnímá podobnosti s Metodou soustředěné konverzace, kterou vytvořil Institut kulturních věcí (ICA), kde složky pozorování, pocity, potřeby, and prosby, které definuje NVC, sdílejí podobnosti s objektivními, reflektivními, interpretativními, and rozhodovacími fázemi Metody soustředěné konverzace.

## Reakce a ohlasy
O důkladné zhodnocení kritiky a slabých stránek NVC se pokusilo několik výzkumníků, kteří ve svém hodnocení upozornili na zásadní úskalí, spojená s uplatňováním tohoto modelu v praxi. Jde o celou řadu různých potenciálních problémů, od praktických až po teoretické, a zahrnují také obavy, které vyjádřili účastníci studie a zúčastnění výzkumníci.
Obtíže při aplikování NVC a nebezpečí jejího zneužití jsou častými výhradami. Kromě toho Bitschnauová a Flack identifikovali při uplatňování NVC paradoxní potenciál k násilnému chování, způsobený jejím nekvalifikovaným použitím. Bitschnauová se dále domnívá, že není pravděpodobné, že by NVC umožnila v běžném použití vyjádření pocitů a naplnění potřeb všem lidem, protože by to vyžadovalo neúměrné množství času, trpělivosti a disciplíny. Ti, kteří jsou schopni uplatňovat NVC efektivně, mohou trpět předsudky proti těm, kteří toho schopni nejsou, a upřednostňovat rozhovory pouze s podobně zdatnými diskusními partnery.
Zdá se navíc, že vlivem exkluzivity NVC může docházet k tomu, že jsou v této metodě zdatnější vzdělanější lidé s lepším povědomím o gramatice, volbě slov a syntaxi. To by mohlo způsobovat problémy s její přístupností pro sociálně znevýhodněné osoby a naopak zvýhodňovat vyšší sociální třídu.
NVC také poskytuje utlačovatelům prostředky k tomu, aby se ke druhým zdánlivě chovali láskyplněji a vlídněji, a tím jim umožňuje udržet si kontrolu nad zneužívanějšími skupinami.
Obothová zmiňuje možnost, že se lidé mohou snažit své pocity v procesu empatie utajovat, a obcházet tak nenásilnost komunikace.
Ačkoliv je NVC zamýšlena jako prostředek pro posílení vztahů mezi těmi nejbližšími, může mít za následek ukončení vztahu s nimi. Lidé jsou omezená stvoření s omezenými prostředky, a to, že prostřednictvím NVC pochopíme své vzájemné potřeby může vést k vytvoření závěru, že vztahy způsobují příliš vysokou míru stresu, než aby bylo možné naplnit všechny potřeby, které v nich figurují.
Celá řada výzkumníků upozorňuje na nutnost vynaložit velké množství času a úsilí při snaze naučit se NVC uplatňovat.
Chapman Flack při své analýze Rosenbergova školicího videa konstatuje, že prezentace klíčových myšlenek metody NVC je „okouzlující“, příběhy, kterými Rosenberg metodu vysvětluje, označuje za „plné pokory a inspirující“, upozorňuje na „krásu, která se v jeho díle ukrývá“ a zmiňuje také jeho „vynalézavě pozorné uvažování“, když Rosenberg se svým publikem komunikuje. Přesto se ale Flack zamýšlí nad tím, k jakému závěru dojít v případě některých aspektů celé prezentace, například jeho zjevného „nevalného mínění o vhodnosti přemýšlení“ nebo toho, jak dále rozvádí teorie o původu našeho způsobu uvažování, se kterými přišel Walter Wink. Podle Flacka některé prvky toho, co Rosenberg tvrdí, působí jako až příliš zjednodušující řešení, která jsou v rozporu s pozoruhodným a komplexním pojetím lidské povahy, jež nám zprostředkovávají dějiny, literatura a umění.
Flack upozorňuje na rozdíly mezi „silným smyslem“ nenásilné komunikace jakožto ctnosti, které lze dosáhnout vynaložením péče a pozornosti, a „slabým smyslem“, napodobeninou téhož, která ale vzniká na základě ega a spěchu. Silný smysl poskytuje komunikační prostředky, které nám umožňují přezkoumat vlastní uvažování a činy, podporují snahu o pochopení druhých, snahu vydat ze sebe ve své komunitě to nejlepší, a upřímně zacházet se svými emocemi. Naopak v případě slabého smyslu mohou lidé vnímat jazykové prostředky jako pravidla a využívat jich k tomu, aby probíhající diskuse obrátili ve svůj prospěch, k označování druhých s cílem nabytí politického vlivu, nebo ke vzniku tvrzení, že právě takto se chovají druzí. Ačkoliv Flacka některé Rosenbergovy výroky znepokojují obavami, že by mohly představovat cestu směrem ke slabému smyslu, vnímá současně důkazy, které potvrzují, že Rosenberg v praxi silný smysl chápe. Rosenbergova spolupráce s účastníky workshopu demonstruje „skutečnou nenásilnou komunikaci“. Přesto Flack varuje před tím, že „pokušení slabého smyslu budou rozhodně přítomna“. Jako protiopatření Flack doporučuje „přistupovat konzervativně k tomu, co děláte, chovat se liberálně s ohledem na to, co od druhých přijímáte,“ (což je také známo jako princip robustnosti) a bránit se „přerodu nenásilné komunikace v nenápadné násilí, páchané jejím jménem.“
Ellen Gorsevskiová při hodnocení Rosenbergovy knihy Nonviolent Communication: A Language of Compassion (1999) v kontextu geopolitické rétoriky uvádí, že „relativní síla jednotlivce je zde výrazně přeceňována, zatímco klíčový problém strukturálního násilí je prakticky kompletně ignorován.“
Organizace PuddleDancer Press udává, že NVC podpořila řada veřejných osobností.
Sven Hartenstein vytvořil sérii kreslených příběhů, které NVC parodují.
Jedním z prvních kroků, které údajně Satya Nadella učinil, když se v roce 2014 stal CEO společnosti Microsoft, bylo to, že požádal členy nejvyššího vedení této společnosti, aby si přečetli Rosenbergovu knihu Nonviolent Communication.

## Organizace
Centrum pro nenásilnou komunikaci (CNVC), které založil Marshall Rosenberg, je za účelem jednoznačnosti a značky držitelem ochranných známek na termíny NVC, Nonviolent Communication a Compassionate Communication a další.
CNVC provádí certifikaci školitelů NVC dle postupů, které odpovídají tomu, jak CVNC proces NVC vykládá. CNVC nabízí také školení, prováděná certifikovanými školiteli.
Některá školení nenásilné komunikace jsou poskytována školiteli sponzorovanými organizacemi, které jsou považovány za spřízněné s Centrem pro nenásilnou komunikaci, založeným Marshallem Rosenbergem, ale nemají s ním žádný formální vztah. Některá školení jsou vyhlašována prostřednictvím CVNC. Celosvětově vznikla řada organizací, které se věnují NVC, v případě řady z nich se zaměřením na dané regiony.